# یواس‌اس دوتچینز (دی‌دی-۴۷۶)
یواس‌اس دوتچینز (دی‌دی-۴۷۶) (به انگلیسی: USS Hutchins (DD-476)) یک کشتی بود که طول آن ۱۱۴٫۷ متر (۳۷۶ فوت) بود. این کشتی در سال ۱۹۴۲ ساخته شد.